# Gambusia nobilis
Gambusia nobilis é uma espécie de peixe da família Poeciliidae.
É endémica dos Estados Unidos da América.